# Los Ranchos de Albuquerque
Los Ranchos de Albuquerque – wieś w Stanach Zjednoczonych, w stanie Nowy Meksyk, w hrabstwie Bernalillo.